# Gulpermolen
Gulpermolen of Moulins Meyers is een voormalige watermolen te Homburg in de Belgische gemeente Plombières in de provincie Luik.
De watermolen was gelegen op de Gulp en had voor de aandrijving een bovenslagrad. Stroomafwaarts lag de Molen van Medael ook bij Homburg.
De molen is in gebruik geweest als korenmolen.

## Geschiedenis
In 1845 zou de molen gebouwd zijn.
Circa 1860 komt de "Moulin à farine" voor op de Kadastrale Atlas van P.-C. Popp.
Tegenwoordig is een deel van de molen niet meer in gebruik en in 2003 werden de molenstenen te koop aangeboden. Tegenwoordig is hij in gebruik als elektrische maalderij.